# 73e cérémonie des Tony Awards
La 73e cérémonie des Tony Awards a eu lieu le 9 juin 2019 au Radio City Music Hall de New York et fut retransmise en direct à la télévision sur CBS. La cérémonie a récompensé les productions de Broadway en cours pendant la saison 2018-2019 avant le 25 avril 2019,,.

## Cérémonie
James Corden a présenté la cérémonie. Hadestown est la production la plus récompensée de la cérémonie avec 8 awards dont celui de la meilleure comédie musicale.

### Présentateurs
Lors de la soirée, plusieurs personnalités se sont relayées pour annoncer les noms des gagnants dont, :
- Tina Fey
- Jake Gyllenhaal
- Samira Wiley
- Abigail Breslin
- Samuel L. Jackson
- LaTanya Richardson Jackson
- Jane Krakowski
- Darren Criss
- Sienna Miller
- Shirley Jones
- Aasif Mandvi
- Danai Gurira
- Christopher Jackson
- Catherine O'Hara
- Lucy Liu
- Laura Benanti
- Anthony Ramos
- Kristin Chenoweth
- Michael Shannon
- Marisa Tomei
- BeBe Winans
- Rachel Brosnahan
- Jesse Tyler Ferguson
- Billy Porter
- David Byrne
- Vanessa Carlton
- Kelli O'Hara
- Sutton Foster
- Andrew Rannells
- Karen Olivo
- Aaron Tveit
- Danny Burstein
- Regina King
- Laura Linney
- Judith Light
- Brian Stokes Mitchell
- Ben Platt
- Audra McDonald
- Sara Bareilles
- Josh Groban

### Performances
Lors de la soirée, plusieurs troupes se sont produites sur scène pour présenter un extrait de leur spectacle dont : 
- We Do It Live" – Introduction de la soirée chantée James Corden
- "Ain't Too Proud to Beg" / "Just My Imagination (Running Away with Me)" / "I Can't Get Next to You" – Ain't Too Proud
- "Unstoppable" – Tootsie
- "I Cain't Say No" / "Oklahoma" – Oklahoma!
- "Day-O (The Banana Boat Song)" / "The Whole Being Dead Thing" – Beetlejuice
- "Tonight Belongs to You" / "It's Time to Dance" – The Prom
- "James in the Bathroom" – James Corden, Sara Bareilles, et Josh Groban, cameo de Neil Patrick Harris
- "Rockin' Jerusalem" – Choir Boy
- "Wait For Me" – Hadestown
- "Too Darn Hot" – Kiss Me, Kate
- "Believe" – The Cher Show
- "Can You Feel the Love Tonight" – Cynthia Erivo

### Broadway Karaoke
Pendant les pauses publicitaires de l'émission, James Corden a lancé la séquence Broadway Karaoke pendant lequel les interprètes présents dans l'auditoire pouvaient reprendre une mélodie en karaoké sans répétitions. Équipé d'un recueil de chansons, d'un microphone et d'un pianiste, Corden a sélectionné diverses personnalités. Bien que les représentations n'aient pas été diffusées, les membres de l'auditoire et la propre équipe de tournage de Corden ont enregistré et posté quelques vidéos. Ainsi, Ben Platt, de Dear Evan Hansen a repris Tomorrow (en) d'Annie, puis Anthony Ramos, accompagné de Christopher Jackson chantèrent 96.000 de la comédie musicale In the Heights. La troisième performance a été donnée par Billy Porter, reprenant Everything's Coming up Roses de Gypsy,.

## Palmarès
Les nominations ont été annoncées le 30 avril 2019 par Bebe Neuwirth et Brandon Victor Dixon sur CBS.
| Meilleure pièce | Meilleure comédie musicale |
| --- | --- |
| - The Ferryman - Choir Boy - Gary: A Sequel to Titus Andronicus - Ink - What the Constitution Means to Me | - Hadestown - Ain't Too Proud - Beetlejuice - The Prom - Tootsie |
| Meilleure reprise d'une pièce | Meilleure reprise d'une comédie musicale |
| - The Boys in the Band - All My Sons - Burn This - Torch Song - The Waverly Gallery | - Oklahoma! - Kiss Me, Kate |
| Meilleur acteur dans une pièce | Meilleure actrice dans une pièce |
| - Bryan Cranston – Network dans le rôle de Howard Beale - Paddy Considine – The Ferryman dans le rôle de Quinn Carney - Jeff Daniels – To Kill a Mockingbird dans le rôle d'Atticus Finch - Adam Driver – Burn This dans le rôle de Pale - Jeremy Pope – Choir Boy dans le rôle de Pharus Jonathan Young                       | - Elaine May – The Waverly Gallery dans le rôle de Gladys Green - Annette Bening – All My Sons dans le rôle de Kate Keller - Laura Donnelly – The Ferryman dans le rôle de Caitlin Carney - Janet McTeer – Bernhardt/Hamlet dans le rôle de Sarah Bernhardt - Laurie Metcalf – Hillary and Clinton dans le rôle de Hillary - Heidi Schreck – What the Constitution Means to Me dans le rôle de Heidi Schreck |
| Meilleur acteur dans une comédie musicale | Meilleure actrice dans une comédie musicale |
| - Santino Fontana – Tootsie dans le rôle de Michael Dorsey / Dorothy Michaels - Brooks Ashmanskas – The Prom dans le rôle de Barry Glickman - Derrick Baskin – Ain't Too Proud dans le rôle de Otis Williams - Alex Brightman – Beetlejuice dans le rôle de Betelgeuse - Damon Daunno – Oklahoma! dans le rôle de Curly McLain | - Stephanie J. Block – The Cher Show dans le rôle de Cher - Caitlin Kinnunen – The Prom dans le rôle de Emma Nolan - Beth Leavel – The Prom dans le rôle de Dee Dee Allen - Eva Noblezada – Hadestown dans le rôle de Eurydice - Kelli O'Hara – Kiss Me, Kate dans le rôle de Lilli Vanessi / Katharine |
| Meilleur acteur de second rôle dans une pièce | Meilleure actrice de second rôle dans une pièce |
| - Bertie Carvel – Ink dans le rôle de Rupert Murdoch - Robin de Jesús – The Boys in the Band dans le rôle de Emory - Gideon Glick – To Kill a Mockingbird dans le rôle de Dill Harris - Brandon Uranowitz – Burn This dans le rôle de Larry - Benjamin Walker – All My Sons dans le rôle de Chris Keller                       | - Celia Keenan-Bolger – To Kill a Mockingbird dans le rôle de Scout Finch - Fionnula Flanagan – The Ferryman dans le rôle de Aunt Maggie Far Away - Kristine Nielsen – Gary: A Sequel to Titus Andronicus dans le rôle de Janice - Julie White – Gary: A Sequel to Titus Andronicus dans le rôle de Carol - Ruth Wilson – King Lear dans le rôle de Cordelia / Fool                                          |
| Meilleur acteur de second rôle dans une comédie musicale | Meilleure actrice de second rôle dans une comédie musicale |
| - André De Shields – Hadestown dans le rôle d'Hermès - Andy Grotelueschen – Tootsie dans le rôle de Jeff Slater - Patrick Page – Hadestown dans le rôle d'Hadès - Jeremy Pope – Ain’t Too Proud dans le rôle d'Eddie Kendricks - Ephraim Sykes – Ain't Too Proud dans le rôle de David Ruffin                                  | - Ali Stroker – Oklahoma! dans le rôle d'Ado Annie Carnes - Lilli Cooper – Tootsie dans le rôle de Julie Nichols - Amber Gray – Hadestown dans le rôle de Perséphone - Sarah Stiles – Tootsie dans le rôle de Sandy Lester - Mary Testa – Oklahoma! dans le rôle de Tante Eller |
| Meilleure mise en scène pour une pièce | Meilleure mise en scène pour une comédie musicale |
| - Sam Mendes – The Ferryman - Rupert Goold – Ink - Bartlett Sher – To Kill a Mockingbird - Ivo van Hove – Network - George C. Wolfe – Gary: A Sequel to Titus Andronicus | - Rachel Chavkin – Hadestown - Scott Ellis – Tootsie - Daniel Fish – Oklahoma! - Des McAnuff – Ain't Too Proud - Casey Nicholaw – The Prom |
| Meilleur livret de comédie musicale | Meilleure partition originale |
| - Robert Horn – Tootsie - Dominique Morisseau – Ain't Too Proud - Scott Brown et Anthony King – Beetlejuice - Anaïs Mitchell – Hadestown - Chad Beguelin et Bob Martin – The Prom | - Anaïs Mitchell – Hadestown - Joe Iconis – Be More Chill - Eddie Perfect – Beetlejuice - Chad Beguelin et Matthew Sklar – The Prom - Adam Guettel – To Kill a Mockingbird - David Yazbek – Tootsie |
| Meilleurs décors pour une pièce | Meilleurs décors pour une comédie musicale |
| - Rob Howell – The Ferryman - Miriam Buether – To Kill a Mockingbird - Bunny Christie – Ink - Santo Loquasto – Gary: A Sequel to Titus Andronicus - Jan Versweyveld – Network | - Rachel Hauck – Hadestown - Robert Brill et Peter Nigrini – Ain't Too Proud - Peter England – King Kong - Laura Jellinek – Oklahoma! - David Korins – Beetlejuice |
| Meilleurs costumes pour une pièce | Meilleurs costumes pour une comédie musicale |
| - Rob Howell – The Ferryman - Toni-Leslie James – Bernhardt/Hamlet - Clint Ramos – Torch Song - Ann Roth – To Kill a Mockingbird - Ann Roth – Gary: A Sequel to Titus Andronicus | - Bob Mackie – The Cher Show - Michael Krass – Hadestown - William Ivey Long – Tootsie - William Ivey Long – Beetlejuice - Paul Tazewell – Ain't Too Proud |
| Meilleures lumières pour une pièce | Meilleures lumières pour une comédie musicale |
| - Neil Austin – Ink - Jules Fisher et Peggy Eisenhauer – Gary: A Sequel to Titus Andronicus - Peter Mumford – The Ferryman - Jennifer Tipton – To Kill a Mockingbird - Jan Versweyveld et Tal Yarden – Network | - Bradley King – Hadestown - Kevin Adams – The Cher Show - Howell Binkley – Ain't Too Proud - Peter Mumford – King Kong - Kenneth Posner et Peter Nigrini – Beetlejuice |
| Meilleur son pour une pièce | Meilleur son pour une comédie musicale |
| - Fitz Patton – Choir Boy - Adam Cork – Ink - Scott Lehrer – To Kill a Mockingbird - Nick Powell – The Ferryman - Eric Seichim – Network | - Nevin Steinberg et Jessica Paz – Hadestown - Peter Hylenski – King Kong - Peter Hylenski – Beetlejuice - Steve Canyon Kennedy – Ain't Too Proud - Drew Levy – Oklahoma! |
| Meilleure chorégraphie | Meilleure orchestration |
| - Sergio Trujillo – Ain't Too Proud - Camille A. Brown – Choir Boy - Warren Carlyle – Kiss Me, Kate - Denis Jones – Tootsie - David Neumann – Hadestown | - Michael Chorney et Todd Sickafoose – Hadestown - Simon Hale – Tootsie - Larry Hochman – Kiss Me, Kate - Daniel Kluger – Oklahoma! - Harold Wheeler – Ain't Too Proud |

## Autres récompenses
Le Tony Award for Lifetime Achievement in the Theatre a été remis à Rosemary Harris, Terrence McNally et Harold Wheeler.
Le Tony Honors for Excellence in Theatre fut décerné à Peter Entin, ancien vice président des Theatre Operations pour la Shubert Organization, Joseph Blakely Forbes, fondateur et président de Scenic Art Studios, Inc. et FDNY Engine 54.
L'Isabelle Stevenson Award a été décerné à Judith Light, pour son action contre la maladie (HIV/AIDS) et son soutien aux droits LGBTQ+.
Le Regional Theatre Tony Award a été décerné à TheatreWorks, Palo Alto, Californie.
Le Special Tony Award a été décerné à Marin Mazzie, Jason Michael Webb, Sonny Tilders et Creature Technology Company.